# Liopropoma lemniscatum
Liopropoma lemniscatum là một loài cá biển thuộc chi Liopropoma trong họ Cá mú. Loài này được mô tả lần đầu tiên vào năm 1988.

## Phân bố và môi trường sống
L. lemniscatum có phạm vi phân bố rải rác ở Tây Thái Bình Dương. Loài cá này được tìm thấy ở ngoài khơi đảo Amami, đảo Okinawa, tỉnh Shizuoka, quần đảo Izu (Nhật Bản); đảo Mactan (Philippines); quần đảo Watubela và vịnh Cenderawasih (Indonesia); và xung quanh Palau. Cuối năm 2019, L. lemniscatum được ghi nhận thêm tại vùng biển phía nam đảo Đài Loan.
L. lemniscatum sống đơn độc và ưa lẩn trốn, thường bơi gần các rạn san hô ở độ sâu khoảng từ 60 đến 340 m.

## Mô tả
Chiều dài cơ thể tối đa được ghi nhận ở L. lemniscatum là 17,5 cm.
Số gai ở vây lưng: 8; Số tia vây mềm ở vây lưng: 12; Số gai ở vây hậu môn: 3; Số tia vây mềm ở vây hậu môn: 8.